# Alí bin Hamúd an-Násir
Alí bin Hammúd an-Násir (arabsky: الناصر علي بن حمود‎ - an-Násir Alí bin Hamúd) byl 6. chalífou v Córdobě z dynastie Hammudid. Vládl od roku 1016 až do své smrti 22. března 1018. Byl členem dynastie Hammudid v al-Andalusu.
V roce 1013 byl jmenován guvernérem Ceuty po chalífovi Sulaymanu ibn al-Hakam. Ali ibn Hammud al-Nasir využil anarchie, panující v době jeho vlády. Podmanil si marocký Tanger, poté obsadili iberský přístav Algeciras, načež se přestěhoval do Malagy. Poté se se svou severoafrickou armádou obrátil ke Córdobě a dobyl ji 1. července 1016. Chalífa Sulayman ibn al-Hakam byl uvězněn. Když přišly zprávy o smrti předešlého chalífy, Hishama II. (19. dubna 1013), kterého Sulayman držel jako rukojmí, Sulayman byl sťat.
Ali byl zvolen chalífou, přijal titul (laqab) al-Nasir li-din Alláha (Obránce náboženství Boha). Zpočátku ho obyvatelé vítali, doufali v jeho nestranost. Později, když jej srovnávali s chalífou předchozí vládnoucí dynastie Umajjovců, Abd ar-Rahmanem IV., jeho oblíbenost klesla natolik, že 22. března 1018 byl zavražděn. Abd ar-Rahman byl zvolen chalifou. Abd ar-Rahman IV. byl ve vládě vystřídán svým bratrem Al-Qasimem al-Ma'munem, guvernérem Sevilly.